# Mariano Piccoli
Mariano Piccoli (født 11. september 1970 i Trento) er en tidligere italiensk landevejscykelrytter. 